# Pyrausta phaeophoenica
Pyrausta phaeophoenica is een vlinder van de familie van de grasmotten (Crambidae). De wetenschappelijke naam van deze soort is voor het eerst voorgesteld door George Francis Hampson in een publicatie uit 1899. De spanwijdte bedraagt 14 millimeter.
De soort komt voor in Brazilië (Paraná).